# Saint-Florent (Alta Córsega)
Saint-Florent é uma comuna francesa na região administrativa de Córsega, no departamento da Alta Córsega. Estende-se por uma área de 17,98 km². 